# Festival di cinema africano di Verona 2017
La trentasettesima edizione del Festival di cinema africano di Verona si è svolta a Verona nel novembre del 2017.

## Premi
Premio del pubblico Africa Short
- A Place for Myself , di Marie-Clémentine Dusabejambo (Ruanda)

Sezione Panoramafrica
- Wallay  di Berni Goldblat (Burkina Faso)

Premio giuria spazio scuole
- A Day for Women, di Kamla Abou Zekry (Egitto)

Premio New Generations
- Good Luck Algeria, di Farid Bentoumi (Algeria) ex aequo con Tant qu'on vit, di Dani Kouyate (Senegal)

Premio giuria studenti universitari
- The Bicycle Man, di Ntombozuko Twiggy Matiwana (Sudafrica)

Menzioni speciali
- On est bien comme ça, di Mehdi M. Barsaoui (Tunisia)
- Daymane tours, di Pepiang Toufdy (Ciad)

Premio Cinema al di là del muro
- The Lucky Specials, di Rea Rangaka (Sudafrica)